# Případy detektivní kanceláře Ostrozrak
Případy detektivní kanceláře Ostrozrak jsou detektivní televizní seriál režiséra Karla Smyczka z roku 2000.
Tři kriminální příběhy zpracované do šesti částí se odehrávají na sklonku 30. let 20. století a na počátku let 40. v období protektorátu. Komediální formou předkládá snažení mladého soukromého detektiva Pivoňky (Ondřej Vetchý), kterému úspěšně sekunduje jeho snoubenka Boženka (Barbora Srncová).

## Obsazení
| Ondřej Vetchý      | Dr. Pivoňka               |
| Barbora Srncová    | Boženka Skovajsová        |
| Bohumil Klepl      | Ivo Zdeborský             |
| Josef Somr         | inspektor Vodička         |
| Miroslav Táborský  | Tom Lomal                 |
| Veronika Žilková   | Carmen                    |
| Jiří Langmajer     | Mudroch                   |
| Lukáš Vaculík      | Honza Robota              |
| Vladimír Javorský  | básník di Castello        |
| František Němec    | spisovatel Kalenda        |
| Boris Rösner       | Meluzín                   |
| Barbora Kodetová   | Julie                     |
| Světlana Nálepková | Tizianka                  |
| Miroslav Donutil   | Kleingöring               |
| Viktor Preiss      | Ervín Kruliš              |
| Vilma Cibulková    | herečka Forstová          |
| Petr Nárožný       | Arnošt Stařeček           |
| Ondřej Havelka     | Pubenec                   |
| Petr Brukner       | Salakvarda                |
| Eva Holubová       | Salakvardová              |
| Ljuba Krbová       | Meluzínová                |
| Martin Vačkář      | dr. Poláček               |
| Václav Postránecký | redaktor Budecius         |
| Arnošt Goldflam    | Holousek                  |
| Jiří Datel Novotný | režisér Prödöhl           |
| Oldřich Navrátil   | uzenář Bůžek              |
| Naďa Konvalinková  | Kropáčková                |
| Michal Dlouhý      | kameraman Zelenka         |
| Jaroslav Sypal     | Hauske                    |
| Alice Dvořáková    | Anna Hrozná               |
| Elia Quidano       | Juanita                   |
| Jan Unger          | Baverka                   |
| Jiří Strach        | Tlamsa                    |
| Ilona Svobodová    | Svěráková                 |
| Svatopluk Matyáš   | producent                 |
| Stanislav Zindulka | vrátný filmových ateliérů |
| Jaromír Dulava     | pohřební zřízenec         |
| Lída Molínová      | šatnářka                  |

## Seznam dílů
- 1. a 2. část: Vražda pro štěstí
- 3. a 4. část: Vražda se zárukou
- 5. a 6. část: Vražda v zastoupení

## Další tvůrci
- Architekt: Luděk Souček
- Kostýmní výtvarník: Petr Kolínský